# Pomnik ofiar I wojny światowej w Kluczborku
Pomnik ofiar I wojny światowej w Kluczborku, Glorietta – pomnik poświęcony pamięci ofiar mieszkańcom miasta, którzy stracili życie na frontach I wojny światowej.

## Historia
Pomnik zaprojektowany przez Hansa Muhlfelda z Lippstadu w Westfalii w 1927 roku. Pomnik przykryty dachem w kształcie niewielkiej kopuły, obiekt otwarty z czterech stron. Pierwotnie na szczycie kopuły znajdowała się złocona kula z żelaznym krzyżem. Wewnątrz pomnika umieszczone były między innymi tablice z nazwiskami 448 poległych. W 2010 r. przy renowacji parku miejskiego niszczejący pomnik został odnowiony.